# Maximow-Gletscher
Der Maximow-Gletscher (russisch Ледник Максимова Lednik Maximowa) ist ein Gletscher im ostantarktischen Mac-Robertson-Land. Er liegt in den Prince Charles Mountains und mündet in die Nordflanke des Lambert-Gletschers.
Russische Wissenschaftler benannten ihn. Der Namensgeber ist nicht überliefert.